# Tom Pillibi
Tom Pillibi foi a canção vencedora do Festival Eurovisão da Canção de 1960.
Defendida pela francesa Jacqueline Boyer de 18 anos, esta foi a décima terceira e última canção da noite.
Obteve algum sucesso além fronteiras, tocando nas rádios de países francófonos e não só, durante o ano de 1960.
A canção era moderadamente ritmada. Contava uma história alegre, em que Tom Pillibi e Jacqueline eram amigos. Referia-se a lugares como a Escócia e o Montenegro.
Boyer é filha do representante monegasco do ano anterior (Jacques Pills) que, curiosamente, terminou a votação em último lugar.